# 278640 Elenačernienė
278640 Elenačernienė è un asteroide della fascia principale esterna. Scoperto nel 2008, presenta un'orbita caratterizzata da un semiasse maggiore pari a 3,138049 UA e da un'eccentricità di 0,084304, inclinata di 10,276965° rispetto all'eclittica.
È edicato a Elena Černienė, astronoma amatoriale lituana e moglie dello scopritore Kazimieras Černis.